# Principato di Raigarh

Il Principato di Raigarh era uno stato del subcontinente indiano non facente parte direttamente del Impero britannico dell'India, anche se fortemente dipendente da esso.

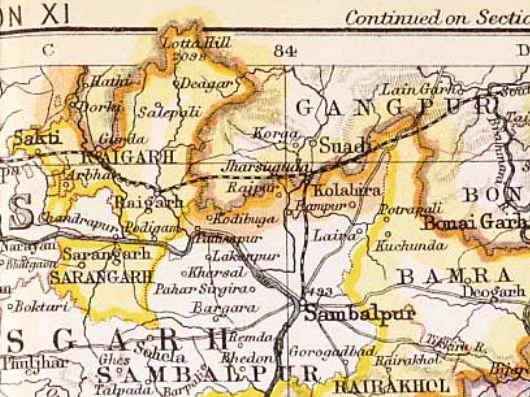
Estensione del Principato

Il principato di Raigarh è stato fondato verso il 1625 dal raja di Sambalpur. Sotto il dominio britannico e durante il regno di Raja Bahadur Bhup Deo Singh, venne riconosciuto come stato principesco nel 1911.
Aveva un'estensione di 3848 km2 ed una popolazione nel 1901 di 174 929 abitanti. La capitale era la città di Raigarh, che contava 6 764 abitanti nel 1901.

## Lista dei regnanti
- Jujhar Singh vers 1800-vers 1830
- Deonath Singh vers 1830-1863
- Ganshyam Singh 1863-1890
- Bhup Deo Singh 1890-1917
- Natwar Singh 1917-1924
- Chakradhar Singh 1924-1948 (+1970)